# فرودگاه سرکلی اب کرکی
فرودگاه سرکلی اب کرکی (به انگلیسی: Cerklje ob Krki Airport) یک فرودگاه نظامی است که یک باند فرود آسفالت دارد و طول باند آن ۲۴۲۰ متر است. این فرودگاه در کشور اسلوونی قرار دارد و در ارتفاع ۱۵۷ متری از سطح دریا واقع شده‌است.